# أنصار عباس
أنصار عباس (بالإنجليزية: Ansar Abbas)‏ هو لاعب كرة قدم باكستاني في مركز الوسط، ولد في 15 مارس 1989 في فيصل آباد في باكستان. لعب مع Pakistan Army F.C. ‏.